# Катедра за историју Филозофског факултета у Источном Сарајеву
Катедра за историју Филозофског факултета у Источном Сарајеву је катедра која је почела са радом академске 1997/1998. године као Одсјек за историју Филозофског факултета у Српском Сарајеву. Основана је од стране Министарства просвјете Републике Српске одлуком од 5. јуна 1997. године. Катедра је започела рад академске 2006/2007. године по болоњским принципима.

## Руководство
Руководиоци Катедре за историју од оснивања до 2014. године били су:
- др Синиша Мишић, у периоду 1997–2001. године,
- др Чедомир Лучић, у периоду 2001–2005. године,
- др Славиша Перић, у периоду 2005–2007. године,
- мр Драга Мастиловић, у периоду 2007–2008. године,
- др Славиша Перић, у периоду 2008–2014. године.